# PAAMS
Il sistema missilistico PAAMS  (Principal Anti Air Missile System) è un programma di sviluppo di un'arma navale antiaerea Italo/Franco/Britannico . Il primo contraente fu EUROPAAMS, una joint venture tra Eurosam (66%) e  MBDA. Successivamente MBDA ottenne il 66% della quota azionaria di Eurosam, arrivando a detenere il 77%  del progetto.
Il programma venne sviluppato per le unità del programma Horizon CNGF (Common New Generation Frigate). Il primo contratto con EUROPAAMS venne fatto l'11 agosto 1999  per lo sviluppo del PAAMS e del Long Range Radar (LRR), il tipo di radar a lungo raggio del sistema.
Gli inglesi si ritirarono dal progetto Orizzonte preferendo investire sul nuovo tipo di cacciatorpediniere di loro progettazione Type 45 ma rimasero nel PAAMS.
Come conseguenza, il sistema di comando del PAAMS condivide l'architettura con il sistema Anti Aircraft Warfare (AAW) delle unità Type 45 ed usa lo stesso software di sistema di queste nuove unità, basato su Windows 2000.
Il PAAMS è destinato a proteggere le unità che ne sono equipaggiate e quelle da esse scortate dalle minacce missilistiche ed aeree ed è idoneo, operando a breve distanza dalla costa, a proteggere dalla minaccia aerea anche forze di terra come ad esempio truppe da sbarco.
Il PAAMS incrementerà anche le capacità difensive di attuali sistemi AAW come ad esempio quello delle unità Type 42
Il missile PAAMS Aster  venne destinato sin dall'inizio all'intercettazione di missili che volano a pelo d'acqua. Utilizzando il SYLVER, il PAAMS può  lanciare 8 missili in 10 secondi.
I componenti del sistema sono:
- PAAMS (S): variante britannica con il radar multi-funzione (MFR) SAMPSON
- PAAMS (E): variante italo/francese con radar multi-funzione EMPAR
- Controllo di comando automatico del sistema
- Software del sistema operativo sviluppato su piattaforma Windows 2000
- VLS SYLVER
- Missili Aster
  - Aster 15 – Corto raggio
  - Aster 30 – Medio raggio

Il PAAMS trova posto nelle seguenti unità:
- Classe Type 45 della Royal Navy
- Classe Orizzonte